# Pallas Athéné Innovációs és Geopolitikai Alapítvány
A Pallas Athéné Innovációs és Geopolitikai Alapítványt (PAIGEO) 2014-ben hozta létre a Magyar Nemzeti Bank, abból a célból, hogy támogassa a geopolitikával kapcsolatos tudás teremtését, amely elősegítheti mind a hazai, mind pedig a Közép-Kelet-Európai térség gazdasági fejlődését. A 21. századra felgyorsuló globalizáció, majd annak az egyik következményeként az egész világra kiterjedő század eleji globális gazdasági válság és az átrendeződő gazdasági világrend ugyanis felértékeli a geopolitika szakterületének jelentőségét a gazdaságpolitikák szempontjából.
A PAIGEO később összeolvadt társ-alapítványaival együtt a Pallas Athéné Domus Meriti Alapítvány keretében.

## Az alapítvány létrehozásának indoklása
A Magyar Nemzeti Bank törvényből adódó feladata, hogy elsődleges céljának veszélyeztetése nélkül támogassa a kormány gazdaságpolitikáját. A magyar kormány gazdaságstratégiai törekvése, hogy külgazdasági kapcsolataiban új piacokat célozzon meg, új együttműködési tereket és kapcsolatrendszereket alakítson ki, különös tekintettel az ázsiai, távol keleti lehetőségekre a „keleti nyitás politikája” jegyében. Magyarország számára nemzetstratégiailag fontos, hogy új alapokra helyezze viszonyát a világ különböző gazdasági és politikai aktoraival, különös tekintettel a keleti országokra, ugyanakkor meghatározó szereplővé tudjon válni egy közép-európai együttműködésben is. Ehhez a törekvéshez Pallas Athéné Innovációs és Geopolitikai Alapítvány tudásteremtéssel, elemzésekkel, nemzetközi és tudományos partnerségek kialakításával, a geopolitikai szakterület hazai aktivitásának serkentésével, a nemzetközi eredmények becsatornázásával tud hatékonyan hozzájárulni, miközben ennek eredményeit a jegybanki alaptevékenységben is alkalmazza

## Az Alapítvány célja
- olyan, a világ globális működését és a területi fejlődést leíró és prognosztizáló geostratégiai és geopolitikai tudásteremtés ösztönzése, amely segíti Magyarország és térségei, valamint a tágabb régió gazdasági fejlődésének előmozdítását;
- a hazai és nemzetközi eredmények gazdaságpolitikai alkalmazásának ösztönzése; a geopolitikához kapcsolódó részterületek, mint például az ágazati és politikai trendek, biztonságpolitika, gazdaságtörténet, városfejlődés mélyebb feltárásának ösztönzése és nyomon követése;
- a tématerületen az ismeretek és tapasztalatok hálózatos megosztása, ennek érdekében nemzetközi geostratégiai intézetekkel („think tank” műhelyekkel) való együttműködések ösztönzése és nemzetközi programokban való magyar részvétel elősegítése, nemzetközi eredmények hazai becsatornázása;
- a szakemberek képzésének ösztönzése;
- a legjelentősebb geostratégiai és geopolitikai szakértők, stratégiai gondolkodók hálózatának kiépítése és Magyarországra hívása; gazdaságföldrajzi és gazdaságtörténeti, területi gazdaságtani kutatások gazdaságpolitikában és társadalomirányításban és tervezésben alkalmazható eredményeinek ösztönzése;
- gazdaságstratégiával és tervezéssel kapcsolatos szakmai közélet ösztönzése, különösen műhelymunkák és kutatócsoportok, fórumok támogatásával;
- geostratégiai és geopolitikai szakmai publikációs aktivitás ösztönzése, nemzetközi szakirodalmak hazai megjelentetése;
- a közgazdaságtan, a kapcsolódó társadalomtudományi és geográfiai szakterületek és a geopolitikával kapcsolatos összefüggések szakmai vizsgálata;
- geostratégiai és geopolitikai kutatási intézmény kiépítése műhelyek bevonásával a fenti célok érdekében.

## PAGEO Kutatóintézet
A Pallas Athéné Geopolitikai Kutatóintézet 2015 tavaszán jött létre azzal a céllal, hogy megteremtse Magyarországon a geopolitika mint tudományterület kutatási alapjait. 2019-ben tizenkét fiatal kutatóval vesz részt a munkában, akik a világ különböző területeit fedik le. 2016 tavaszán jelent meg először a kutatóintézet saját geopolitikával foglalkozó negyedéves magazinja, a HUG (Hungarian Geopolitics). 2016 áprilisától indult egy saját szervezésű, rendszeres geopolitikai vitasorozat is, a GeoDebates. A kutatóintézet munkájának másik része arra irányul, hogy elemző- és háttéranyagokkal a Pallas Athéné Innovációs és Geopolitikai Alapítvány, illetve a Magyar Nemzeti Bank szakmai munkáját támogassa.